# Pulzně šířková modulace
Pulzně šířková modulace, neboli PWM (Pulse Width Modulation) je diskrétní modulace pro přenos analogového signálu pomocí dvouhodnotového signálu. Jako dvouhodnotová veličina může být použito například napětí, proud nebo světelný tok. Signál je přenášen pomocí střídy. Pro demodulaci takového signálu pak stačí dolnofrekvenční propust. Vzhledem ke svým vlastnostem je pulsně šířková modulace často využívána ve výkonové elektronice pro řízení velikosti napětí nebo proudu. Kombinace PWM modulátoru a dolnofrekvenční propusti bývá rovněž využívána jako levná náhrada D/A převodníku.

## Princip PWM

Průběh signálu PWM; cyklicky
v hodnotách 100%…0%…100%

Přenosový signál, který nese informaci o přenášené hodnotě může nabývat hodnot zapnuto/vypnuto tj. logické hodnoty 1 a 0. Hodnota přenášeného signálu je v přenosu "zakódována" jako poměr mezi stavy zapnuto/vypnuto. Tomuto poměru se říká střída. Cyklus, kdy dojde k přenosu jedné střídy se říká perioda. Omezením pro PWM je to, že přenos informace je vždy omezen na relativní vyjádření a to 0 – 100 %, to znamená, že musí být znám poměr mezi skutečnou hodnotou a procentuálním vyjádřením. Časové hodnoty střídy se pohybují v sekundách, v milisekundách pro přesnější řízení. Perioda je vždy součtem doby zapnuto a vypnuto.
 

Příklad řízení vytápění:
Pro řízení elektrického topného tělesa se používá elektronický prvek, který má dva stavy: zapnuto/vypnuto.
Pokud požadujeme, aby topení bylo trvale vypnuto, je střída PWM signálu 0:100, to znamená, že stav zapnuto trvá 0 (nula) časových jednotek, stav vypnuto trvá 100 časových jednotek, jinými slovy ... 100% vypnutí.
Pokud požadujeme, aby topení bylo trvale zapnuto, je střída PWM signálu 100:0, to znamená, že stav zapnuto trvá 100 časových jednotek, stav vypnuto trvá 0 (nula) časových jednotek, jinými slovy ... 100% zapnutí.
Změnou střídy zapnutí/vypnutí na poměr 25:75 nebo 50:50 nebo 75:25 se dosáhne stavu, kdy topení dodáván výkon 25 nebo 50 nebo 75%
Nastavením jiné střídy je tedy možno změnit výkon, ale pouze v rozsahu 0 - 100%.

## Princip modulace a demodulace
Představme si, že chceme s využitím PWM přenést analogové napětí pomocí světlovodu. Modulátor srovnává modulační signál (analogové napětí) s nosným signálem tvořeným střídavým napětím konstantní amplitudy (velikosti) a frekvence, jehož průběh je pilový nebo trojúhelníkový. Modulační signál musí mít podstatně nižší frekvenci než nosný signál. Pokud je okamžitá hodnota modulačního signálu nižší než okamžitá hodnota nosného signálu, modulátor zapne světlo, v opačném případě světlo vypne (výstupním členem bude nejspíše optický vysílač s LED diodou).
Na opačné straně optického vlákna máme optický přijímač, který při rozsvíceném světle připne na výstup kladné napětí, při vypnutém světle záporné napětí o stejné velikosti, jako je amplituda napětí nosného signálu. Pokud toto napětí pustíme přes dolnofrekvenční propust, dostáváme za ní signál podobný modulačnímu signálu na začátku přenosového řetězce.
Modulace se často provádí digitálně, ale základní princip zůstává stejný. Hodnota modulačního signálu se ukládá jako číslo do vstupního registru modulátoru a nosný signál je reprezentován hodnotou čítače modulátoru.

## Použití PWM ve výkonové elektronice
Tranzistor má nízké ztráty ve dvou provozních stavech. Když je plně vypnutý, nebo když je plně sepnutý. Když je plně vypnutý, je na něm napětí, ale neteče přes něj proud, takže jsou v tomto stavu jeho ztráty nulové. Když je plně sepnutý, může přes něj téct proud, ale je na něm pouze saturační napětí, které je poměrně nízké, takže jeho ztrátový výkon je v tomto stavu rovněž nízký. Protože při každém zapnutí nebo vypnutí přechází tranzistor přes oblast vysokých ztrát, s frekvencí spínání ztráty rostou. Díky možnosti přenést dvouhodnotově modulovaný signál při dané spínací frekvenci dnes patří pulsně šířková modulace k základním technikám, na kterých stojí současná výkonová elektronika.
Téměř všechny současné DC/DC měniče, měniče frekvence nebo střídače využívají nějakou formu pulsně šířkové modulace. Například střídač může připojovat na stejnosměrný elektromotor pulsně-šířkově modulované napětí. Rozptylová indukčnost motoru se pak chová jako dolnofrekvenční propust, takže proud a tedy i moment motoru je spojitý.
Podobně se PWM používá u měničů frekvence s třífázovými elektromotory. Indukčnost motoru zde rovněž působí jako dolnofrekvenční propust, tři fáze motoru jsou připojeny na tři pulsně-šířkově modulovaná napětí. Motor se při dostatečně velké nosné frekvenci modulace chová podobně, jako by na něj přiložená napětí nebyla modulovaná. Vzhledem k tomu, že nulový vodič motoru se nezapojuje, rozhodující jsou pouze rozdíly napětí (tj. okamžitá sdružená napětí) vstupující do modulátorů.
Ve spotřební elektronice mohou využívat PWM tzv. zesilovače třídy D, jejichž hlavní výhodou jsou nízké ztráty, což vede k úspoře energie a ke snížení rozměrů zařízení. To má význam zvláště u přístrojů napájených z baterie.
Nosná frekvence modulace bývá většinou konstantní, ale nemusí tomu tak být vždy. Například některé
střídače pro řízení motoru mohou záměrně každou periodu náhodně měnit frekvenci nosného signálu, aby bylo redukováno nepříjemné pískání motoru souvisící s nosnou frekvencí modulace.
Modulovanou veličinou je většinou napětí – pak mluvíme o měničích s napěťovým meziobvodem. Mnohem řidčeji se používá modulace proudu – pak mluvíme o měničích s proudovým meziobvodem.